# Gle Goh Teumon
Gle Goh Teumon är en kulle i Indonesien.   Den ligger i provinsen Aceh, i den västra delen av landet, 1 800 km nordväst om huvudstaden Jakarta. Toppen på Gle Goh Teumon är 216 meter över havet, eller 61 meter över den omgivande terrängen. Bredden vid basen är 0,65 km.
Terrängen runt Gle Goh Teumon är kuperad västerut, men österut är den platt. Terrängen runt Gle Goh Teumon sluttar österut.Runt Gle Goh Teumon är det tätbefolkat, med 297 invånare per kvadratkilometer. Närmaste större samhälle är Sigli, 17,6 km öster om Gle Goh Teumon. Trakten runt Gle Goh Teumon består till största delen av jordbruksmark.